# Danthonia
Danthonia es un género  de plantas herbáceas de la familia de las poáceas. Es originario del hemisferio norte.

## Etimología
El nombre del género fue otorgado en honor de E.Danthoine, un botánico francés. 

## Citología
El número cromosómico básico del género es x = 6 o 9 (?), con números cromosómicos somáticos de 2n = 18, 36 y 48, ya que hay especies diploides y una serie poliploide. Cromosomas relativamente pequeños. Los nucléolos desaparecen antes de la metafase.

## Especies
- Danthonia alleni Austin
- Danthonia archboldii Hitchc.
- Danthonia californica Bol.
- Danthonia compressa Austin ex Peck
- Danthonia decumbens (L.) DC.
- Danthonia dominguensis
- Danthonia faxonii Austin
- Danthonia glabra Nash
- Danthonia mexicana Scribn.
- Danthonia parryi Scribn.
- Danthonia shrevei Britton
- Danthonia tandilensis Kuntze
- Danthonia thermale Scribn.
- Danthonia werdermannii Pilg.